# ボオシ
ボオシは、明末の覺羅ギョロ氏女真族。
都督フマンの第六子で、清太祖ヌルハチの祖父ギオチャンガの六弟、即ちヌルハチの六番目の大叔父にあたる。

## 略歴
ボオシ個人については、『清實錄』に「章佳ジャンギャ地方に住んだ」とある外に記述はみられない。同じく『清實錄』に拠れば、五人の兄と合わせて「六祖」または「寧古塔貝勒ニングタ･ベイレ」と呼ばれ、当時近隣地域で武を誇っていた他部族を滅ぼしてからは、その勢力も次第に伸長したという。
その後、ニングタ・ベイレ勢力が衰頽する中、姪孫にあたるヌルハチの勢力が勃興すると、ボオシの子孫はニングタ・ベイレの他の子孫とともにヌルハチ勢力と反目したが、ヌルハチの建州部統一、女真統一の過程でその勢力の中に組み込まれ、清代には清朝宗室の傍系 (紅帯子・覺羅) として区別された。

## 一族姻戚
＊満文表記 (転写) および仮名表記は『manju i yargiyan kooli』に準拠した。丸括弧内の漢字表記は『太祖高皇帝實錄』/『滿洲實錄』の順で記し、両者の表記が同一である場合は統合した。また、その外の文献を典拠とする場合のみ脚註を附した。
- 父・フマン
  - 長兄・デシク (德世庫desikū)
  - 次兄・リョチャン (劉闡/瑠闡liocan)
  - 三兄・ソオチャンガ
  - 四兄・ギオチャンガ
    - 侄・タクシ
      - 姪孫・ヌルハチ

  - 五兄・ボオランガ (包朗阿/寶朗阿boolangga)
  - ボオシ
    - 長子・カンギャ (康嘉kanggiya)
    - 次子・アハナ
    - 三子・アドゥチ (阿篤齊aduci)
    - 四子・ドルホチ (多爾郭齊/多爾和齊dorhoci)

### 典拠
1. ↑   太祖武皇帝實錄. 1
2. 1 2  “癸未歲萬曆11年1583至甲申歲萬曆12年1584段264”. 太祖高皇帝實錄. 1
3. 1 2 3  “滿洲源流/癸未歲萬曆11年1583至甲申歲萬曆12年1584段13”. 滿洲實錄. 1
4. ↑  “第九篇-三.-戊. 章甲”. 滿洲歷史地理. 2. p. 596
5. ↑  “癸未歲萬曆11年1583至甲申歲萬曆12年1584段266”. 太祖高皇帝實錄. 1
6. ↑  “天聰9年1635 1月26日段1745”. 太宗文皇帝實錄. 22
7. ↑  “癸未歲萬曆11年1583至甲申歲萬曆12年1584段263-266”. 太祖高皇帝實錄. 1